# Minerva Josephine Chapman
Minerva Josephine Chapman (Altmar, 6 dicembre 1858 – Palo Alto, 1947) è stata una pittrice statunitense.
È nota soprattutto per i ritratti in miniatura, i paesaggi e le nature morte.

## Biografia
Minerva Josephine Chapman, soprannominata Minnie, nacque a Sand Bank (oggi Altmar), nello stato di New York. Era la primogenita di James L. Chapman e di sua moglie Josephine e crebbe a Chicago. Suo padre, banchiere e proprietario di una conceria, non ebbe di certo problemi finanziari a lasciare che sua figlia seguisse gli studi d'arte. Del resto, negli Stati Uniti, nulla vietava alle donne di accedere alle accademie d'arte, anche se prestigiose. Nel 1867 Minerva Chapman entrò nel "Mount Holyoke College", e in seguito (1875) si iscrisse all'Università di Chicago. Fra il 1880 e il 1886 ella poté anche seguire i corsi privati di Annie Cornelia Shaw e di John Vanderpoel, in seno alla Scuola dell'istituto d'arte di Chicago. Nello stesso periodo intraprese un viaggio di studi nell'est degli Stati Uniti.

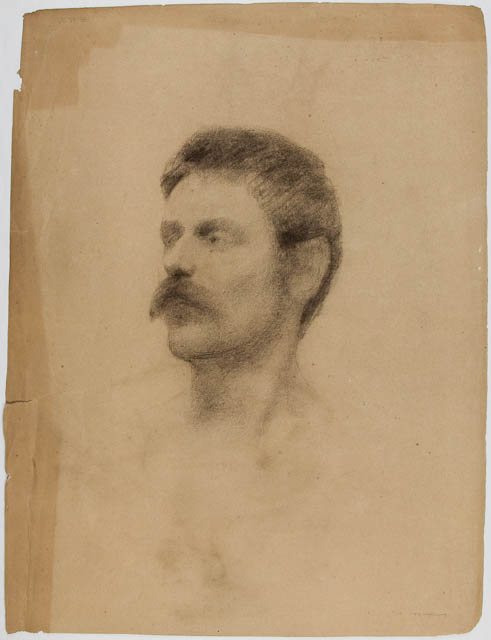
Ritratto d'uomo

Nel 1886 Minerva si recò in Europa, visitando la Svizzera, i Paesi Bassi e il Belgio, per poi portarsi a Monaco di Baviera per studiare presso l'atelier di Georg Jocobedis. Decise poi di trasferirsi a Parigi con sua sorella Blanche. L'accesso all'École des beaux-arts di Parigi essendo precluso alle donne sino al 1897, Minerva si iscrisse all'Académie Julian. Prese anche lezioni private dal pittore Charles Augustus C. Lasar, che la incoraggiò a seguire l'impressionismo, ad eseguire nature morte e paesaggi.
Durante il soggiorno parigino, fra il 1887 e il 1897, ella studiò anche con Raphaël Collin, Gustave Courtois, Tony Robert-Fleury e William-Adolphe Bouguereau. Minerva trascorse dunque quasi 28 anni a Parigi, finché l'imminente inizio della prima guerra mondiale non la spinse ad imbarcarsi per tornare in patria, nel settembre del 1914. 
 Giunta in America si sistemò a Chicago, quindi a San Diego in California. Ma, terminato il conflitto, nel 1919 Minerva tornò a Parigi, decidendo di restarci solo due anni.
1925. Minerva Chapman si trasferì a Palo Alto, in California, e continuò a dipingere sino al 1932, anno in cui la sua attività artistica si arrestò a causa di un forte abbassamento della vista che sopravvenne quando aveva 74 anni.
Minerva Josephine Chapman morì a Palo Alto quindici anni dopo, nel 1947, all'età di 88 anni.

## Carriera artistica
La produzione artistica di Minerva Josephine Chapman comprende ritratti, paesaggi e miniature su avorio e su tela.

Ella risiedette a Parigi per gran parte della sua carriera, pur con brevi viaggi a Chicago, come nel 1893, quando i suoi lavori furono esposti al "The Village Church" in occasione dell'Expo di Chicago.
Nel 1898, tre suoi quadri furono presentati in una mostra del "Chicago Institute of Art". Due di essi rappresentavano ritratti di donne e il terzo l'interno di uno studio. Nel gennaio del 1908 Minerva espose 34 miniature al "Chicago Institute of Art Exibition". Attraverso le sue opere l'artista fa propria l'emancipazione femminile associata al movimento New Woman, come anche i cambiamenti nel vestiario e ogni espressione di una nuova stagione d'indipendenza.
I quadri di Minerva Josephine Chapman vennero esposti nei principali luoghi deputati all'arte, quali la "Society of American Artists", o la "American Society of Miniature Painters" e la Royal Academy of Arts di Londra, alla "National Academy of Design" di Washington DC o il "Salon de la Société nationale des Beaux-Arts" di Parigi. Nel 1915 ella partecipò all'"Exposition internationale de Panama-Pacific" di San Francisco, dove fu premiata con delle medaglie d'oro.
Il suo quadro ad olio "Garden of the Tuileries, Paris" fa parte della collezione dello Smithsonian American Art Museum. Suoi lavori sono anche presenti nelle collezioni del "Mount Holyoke College", del National Museum of Women in the Arts a Washington e del Museo del Luxembourg a Parigi.
Minerva Chapman fu anche eletta membro del Salon de la "Société nationale des beaux-arts" nel 1906, e tre anni dopo ella entrò a far parte dell'"Art Union", divenendone poi, nel 1914, la prima donna presidente.
Una prima mostra retrospettiva di Minerva Josephine Chapman ha avuto luogo alla Wortsman Rowe Galleries, dal 18 gennaio al 16 febbraio del 1974, e una seconda al Museo d'arte del "Mount Holyoke College" nel 1986.
Trenta delle sue 181 miniature sono state esposte nel 2006 alla mostra Off the Pedestal: New Women in the Art of Homer, Chase, and Sargent presso il "Frick Art & Historical Center" di Pittsburgh. Nel 2007, infine, le sue opere hanno fatto parte di una mostra itinerante di artisti ex allievi di William-Adolphe Bouguereau, fra cui Robert Henri, Cecilia Beaux, Anna Klumpke, Eanger Irving Couse e Elizabeth Jane Gardner.

## Galleria d'immagini
Disegni

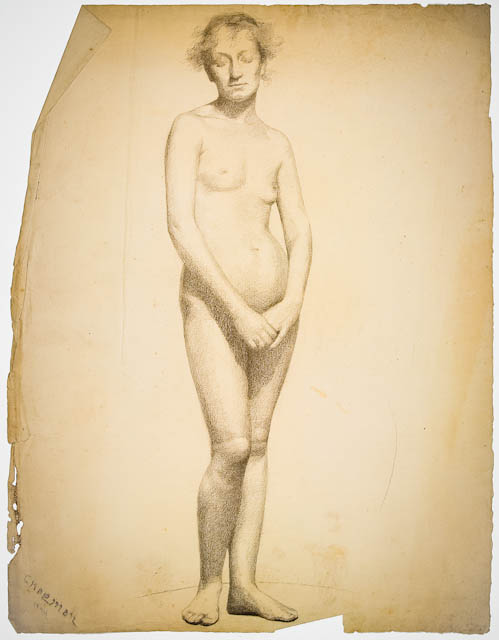
Nudo di donna
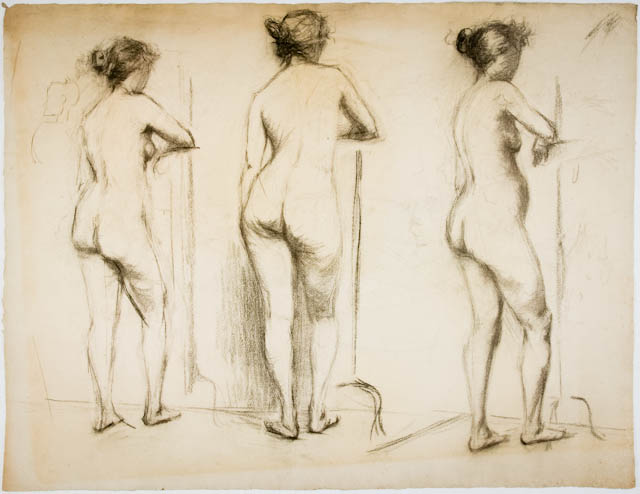
Nudi di donna
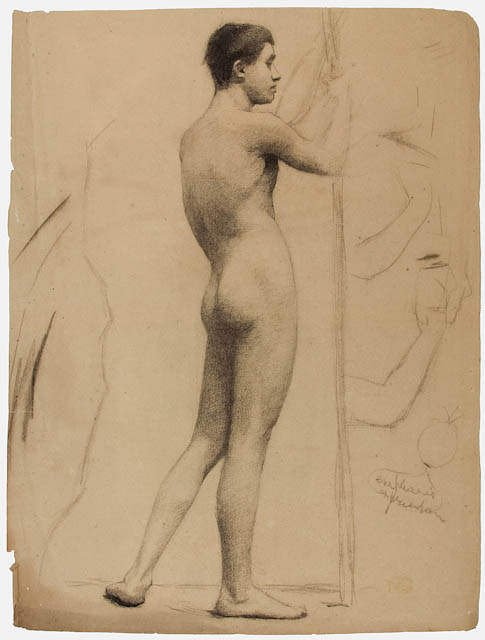
Nudo maschile
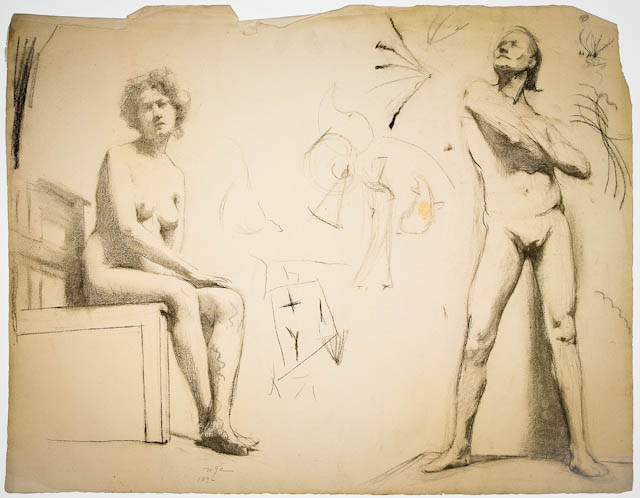
Nudi: donna seduta e uomo in piedi

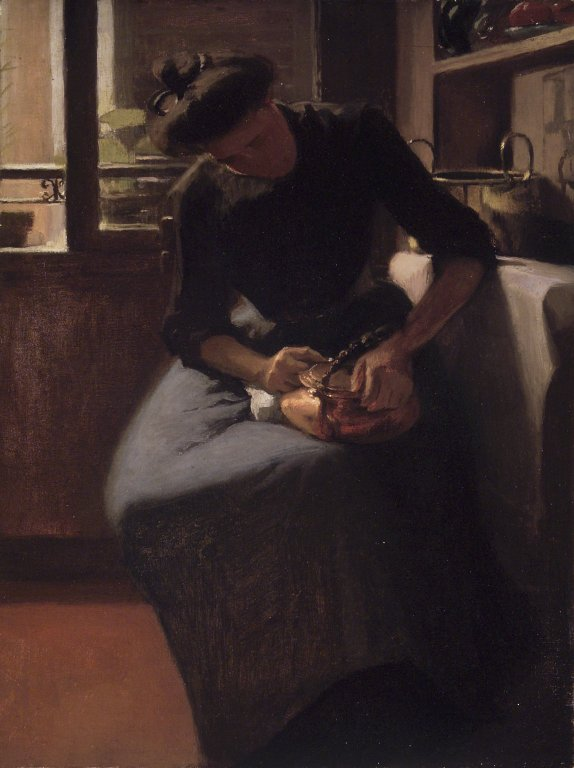
Donna che lucida una teiera